# Harold De Vasten
Harold De Vasten (Santiago de Cali, 13 de mayo de 1970) es un actor, director de cine y guionista colombiano.

## Carrera
De Vasten estudió teatro en el Conservatorio Antonio María Valencia en su ciudad natal. En 1994 inició su carrera como actor, que lo ha llevado a participar en producciones cinematográficas como Perro como perro (2008), Todos tus muertos (película) (2011) 180 segundos (2012)  y  Amazonas (2016). Sus participaciones en las series Escobar, el patrón del mal en el papel de Gildardo González y en Comando élite como Don Bernardo, le dieron reconocimiento internacional. También ha registrado apariciones en las series de televisión Metástasis, Las muñecas de la mafia, Los Victorinos, Amor en custodia, Instinto Asesino y Pandillas guerra y paz.
Su carrera como director abarca los cortometrajes Instrucciones para quebrar a un faltón (2007), Camaleones (2008), Tango e vita (2012), el telefilme La primera cena (2010) y los largometrajes Vía crucis (2018), El rey del sapo (2019) y Gallo de pelea (2021).

## Filmografía destacada

### Como actor
- 2008 - Perro come perro
- 2009 - Amor en custodia
- 2009 - Pandillas, guerra y paz II
- 2009 - Victorinos
- 2010 - Instinto asesino
- 2011 - Todos tus muertos
- 2012 - El patrón del mal
- 2013 - Comando élite
- 2014 - Metástasis
- 2016 - Amazonas
- 2019 - Turbia

### Como director
- 2007 - Instrucciones para quebrar a un faltón (corto)
- 2008 - Camaleones (corto)
- 2010 - La primera cena
- 2012 - Tango e vita (corto)
- 2018 - Vía crucis
- 2019 - El rey del sapo
- 2021 - Gallo de pelea